# 小鹿杏仁儿
《小鹿杏仁儿》（英語: Almond the Deer）是一部2018年中國網路動畫，由曾創造卡通形象阿狸的夢之城與企鹅影视所創造，2018年起在腾讯视频、企鹅TV及小企鹅乐园等平台播出。

## 簡介
小鹿杏仁儿以3至6歲的學齡前兒童為主要目標，融入『兒童社交』理念；動畫主角为一只小鹿“杏仁儿”，動畫主要讲述了杏仁儿和伙伴们如何在玩耍中巧妙地解决了各种问题与烦恼，并收获了友谊的故事；每集7分钟，每季13集，全季共四季52集。

## 関連項目
- BabyBus

## 外部連結
- 小鹿杏仁兒 - 微博台灣站 （页面存档备份，存于）